# مکتب اشکن

یکی از آثار مکتب اشکن بر روی یک تمبر آمریکایی.

مکتب اَشکَن (به انگلیسی: Ashcan School) یا مکتب اَش کَن (Ash Can School) یک جنبش هنری واقع‌گرایانه آمریکایی در اوایل قرن بیستم بود. این جنبش از دل گروهی به نام هشت (The Eight) بیرون آمد که تنها یک‌بار در سال ۱۹۰۸ آثارشان را به نمایش گذاشته بودند. پیروان این مکتب تلاش می‌کردند تا زندگی روزمره آمریکایی را وارد هنر خود کنند، و این واکنشی بود در مقابل نقاشانی که پیرو قواعد زیبایی‌شناسی اروپا بودند.
رابرت هنری رهبر گروه بود و آرتور دیویس، ماوریس پرندرگاست، ارنست لاسون، ویلیام گلاکنس، ایورت شین، جان فرنچ اسلون و جورج لوکس اعضای آن بودند.

## نگارخانه

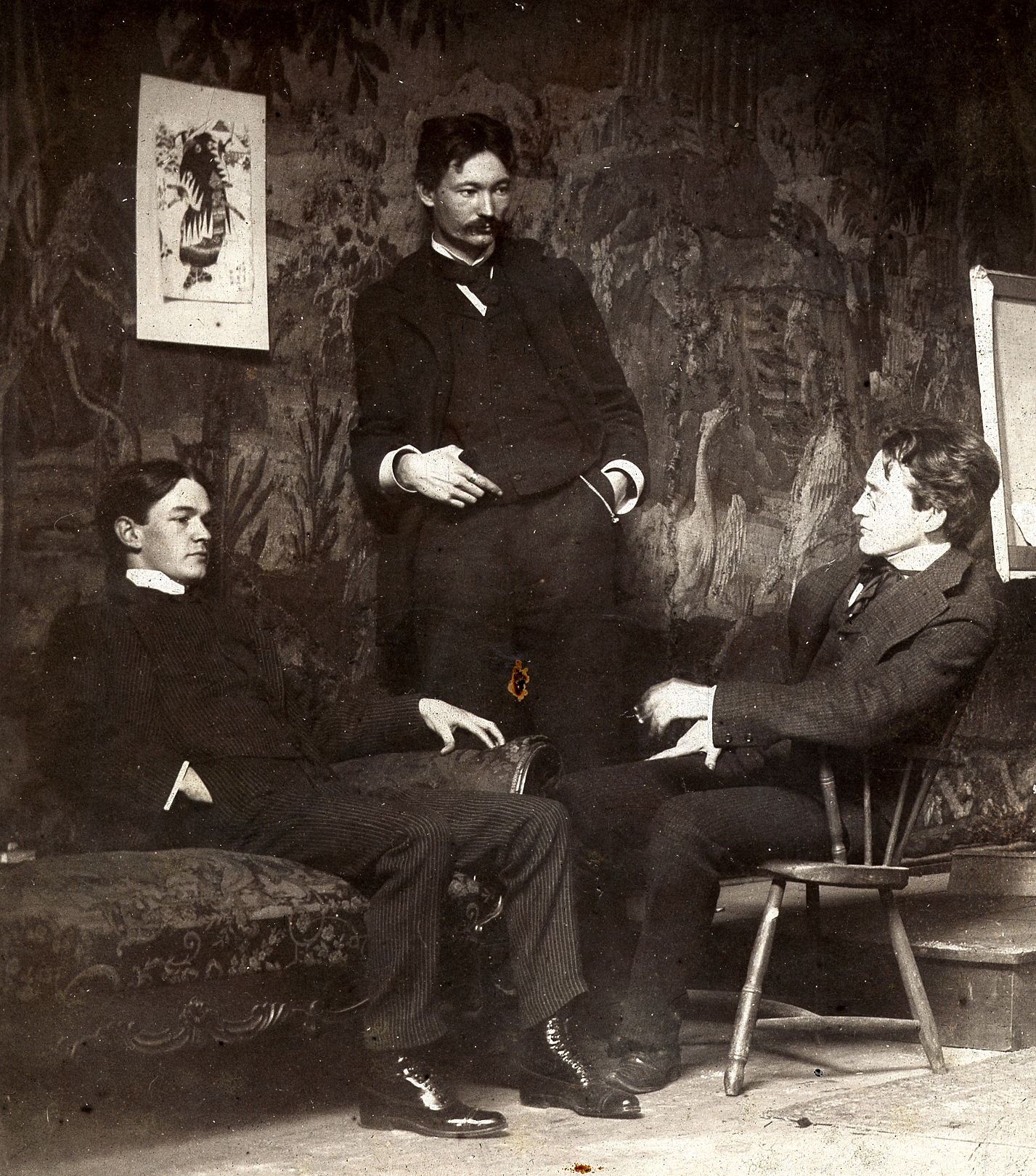
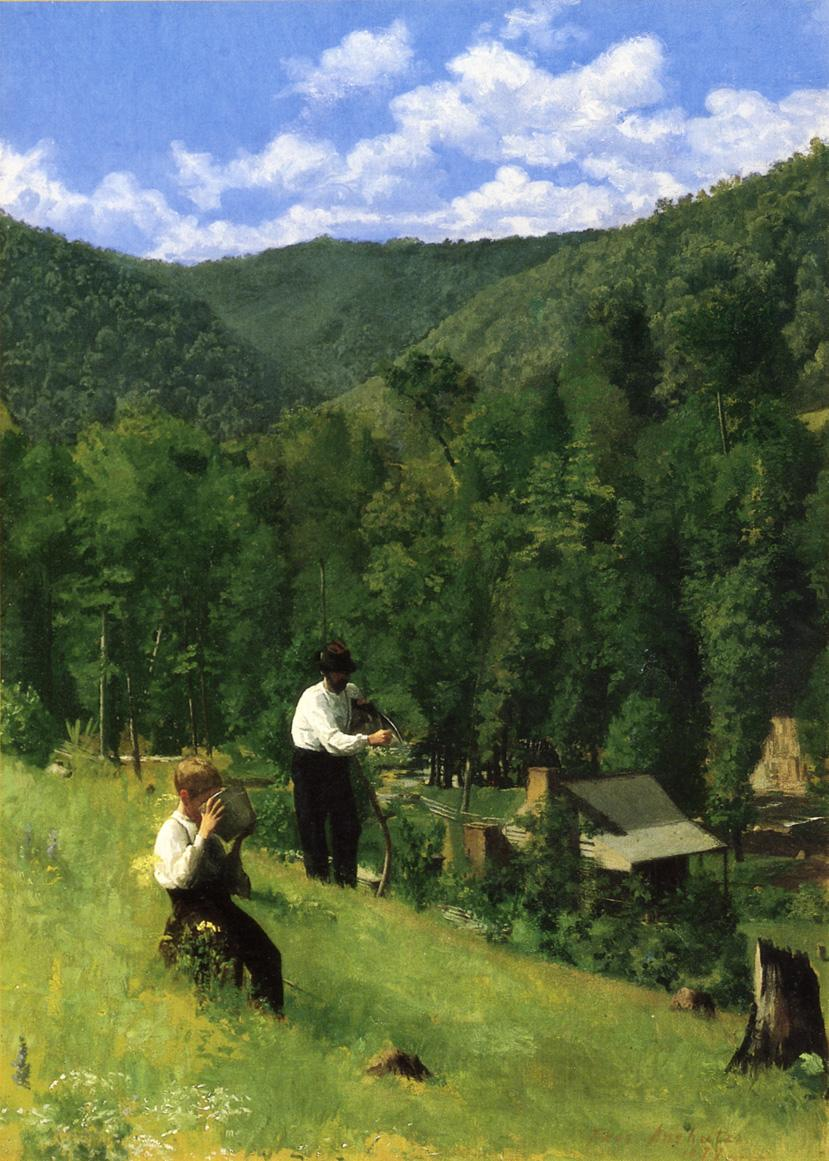
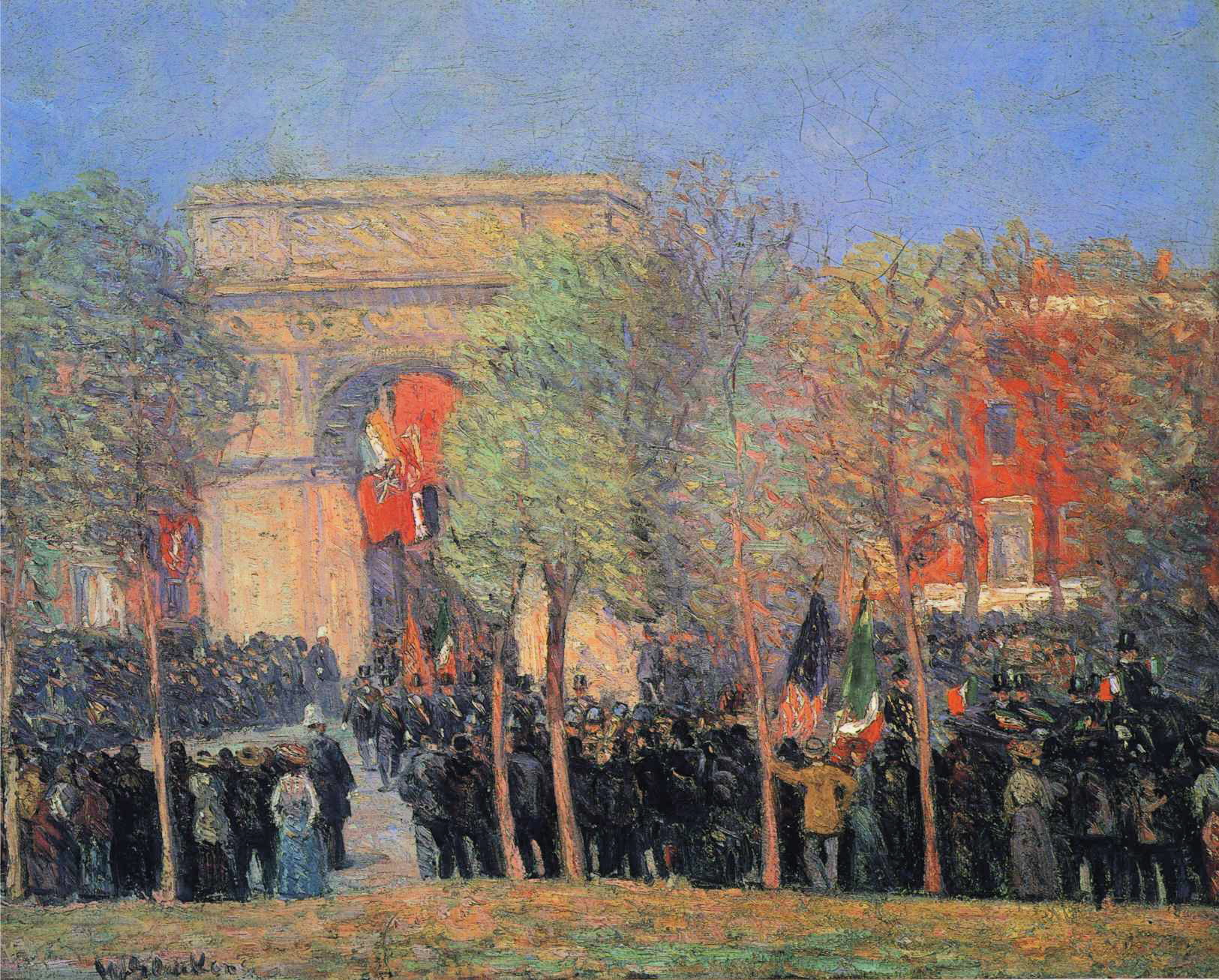
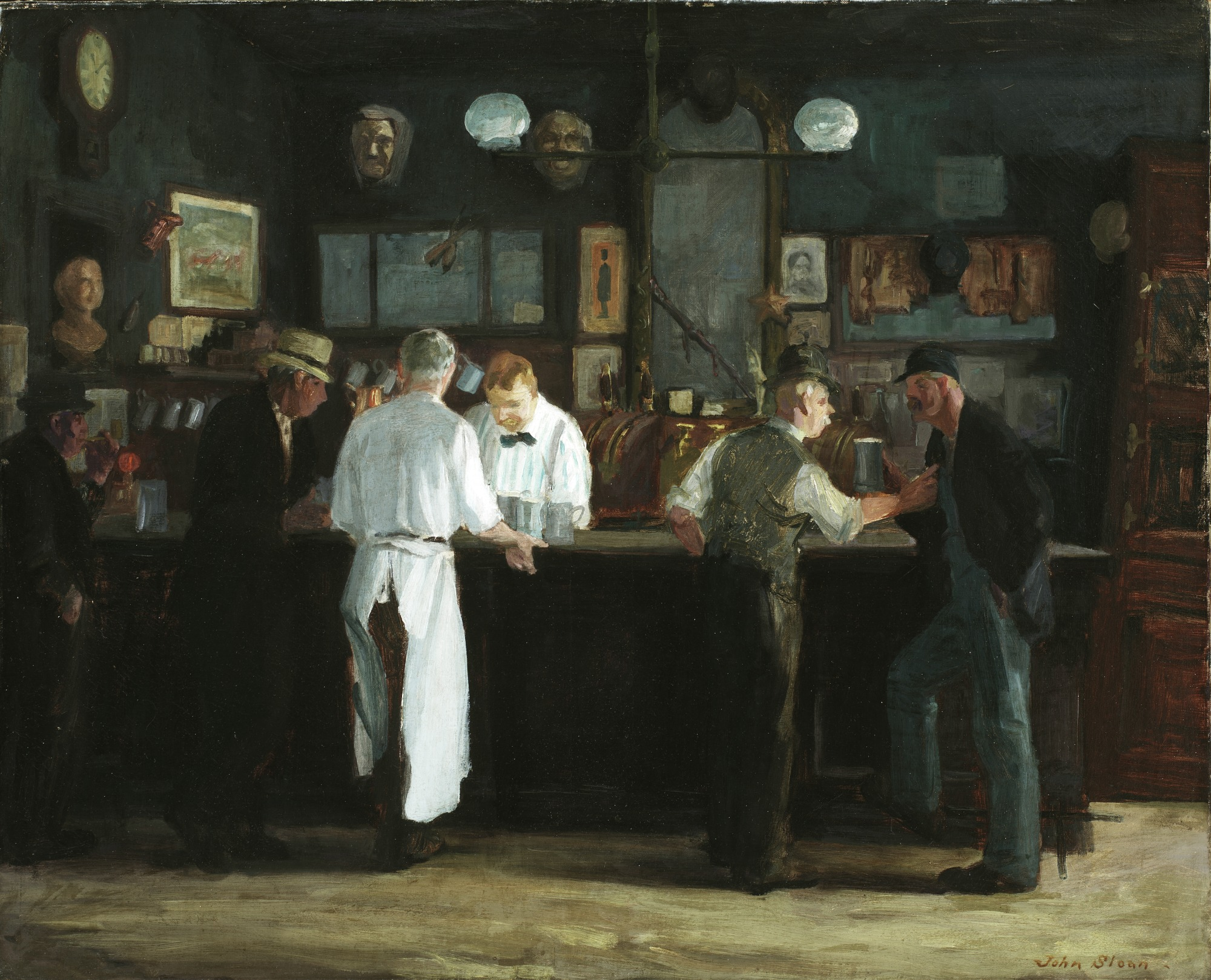
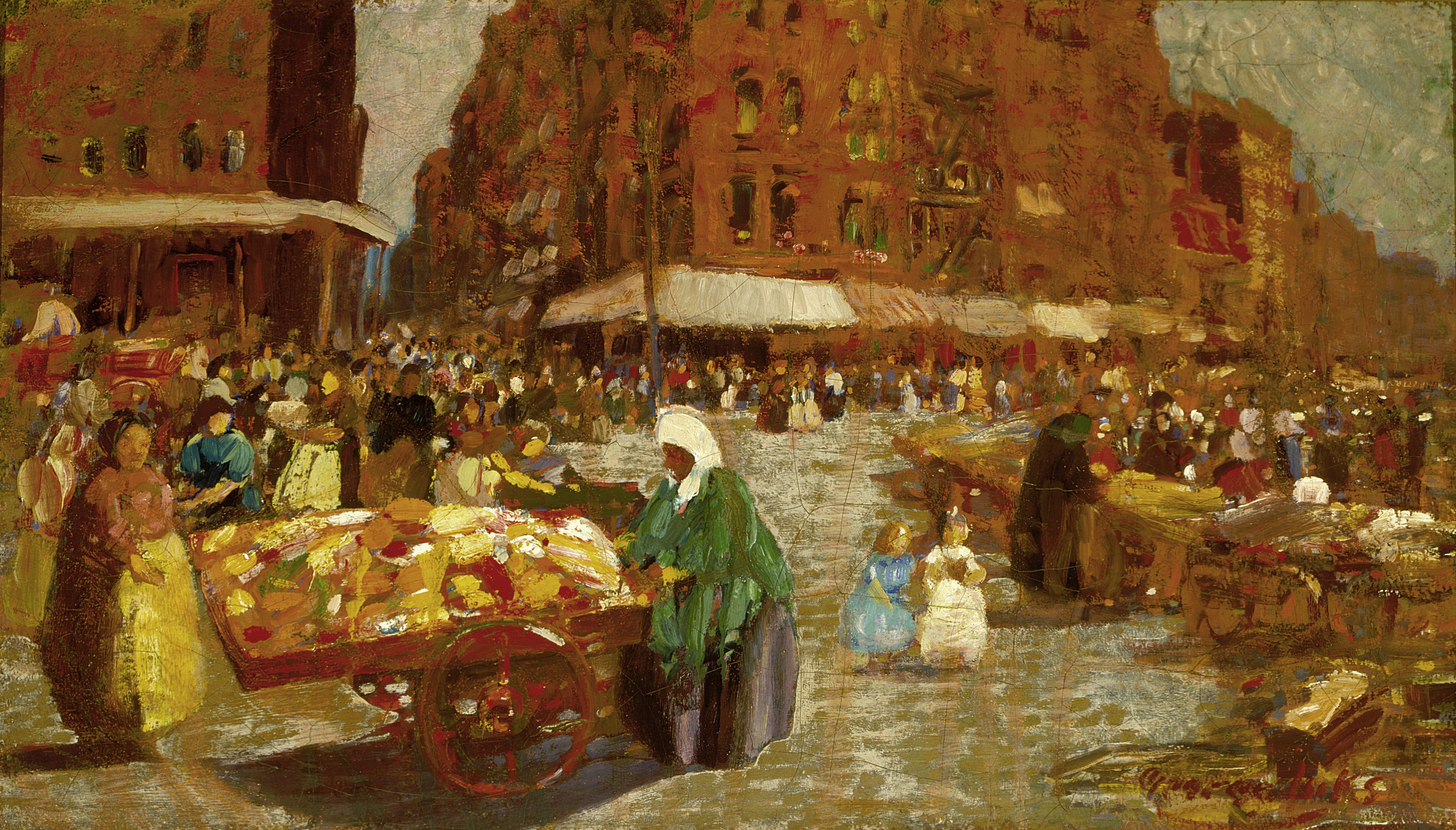
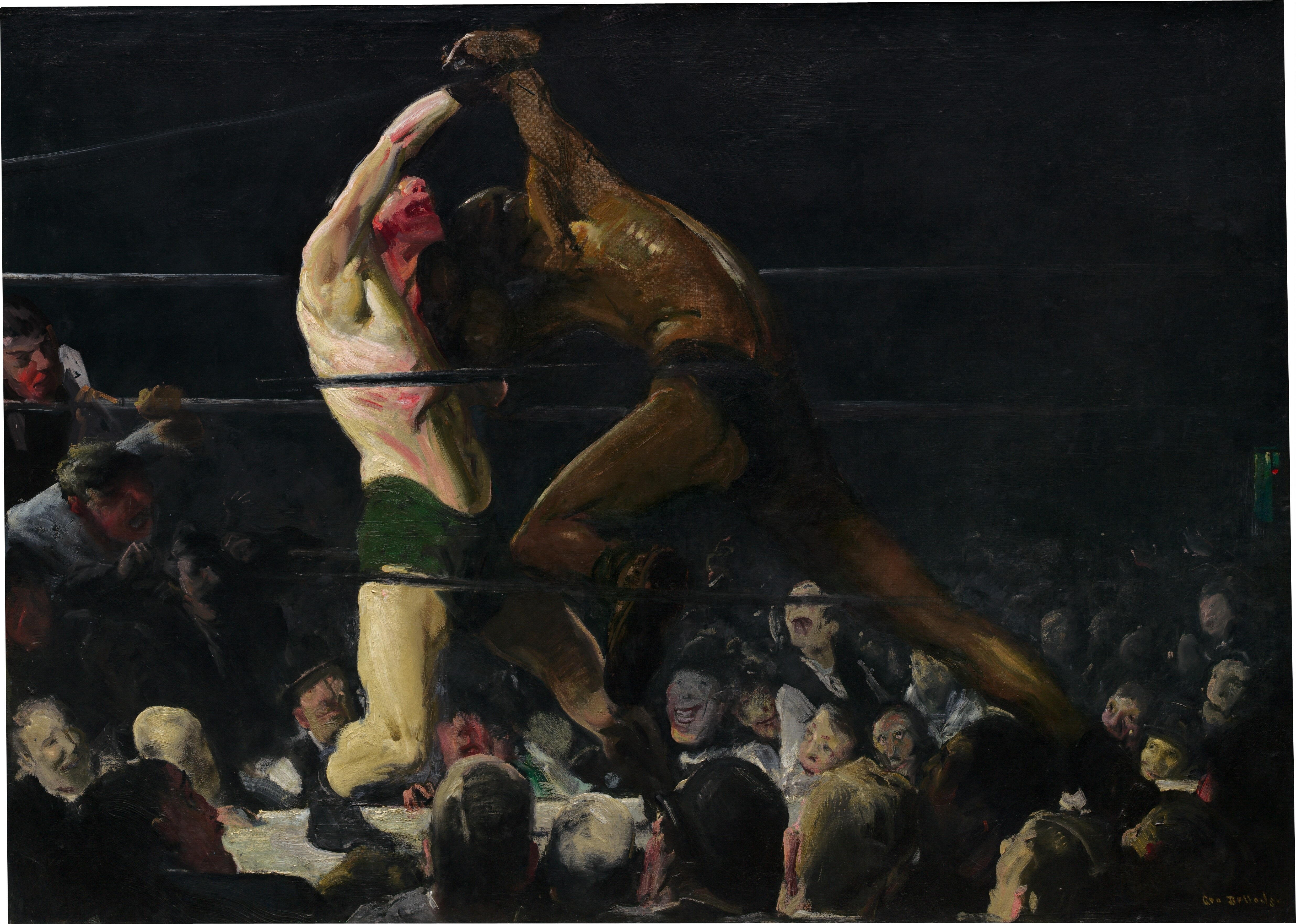
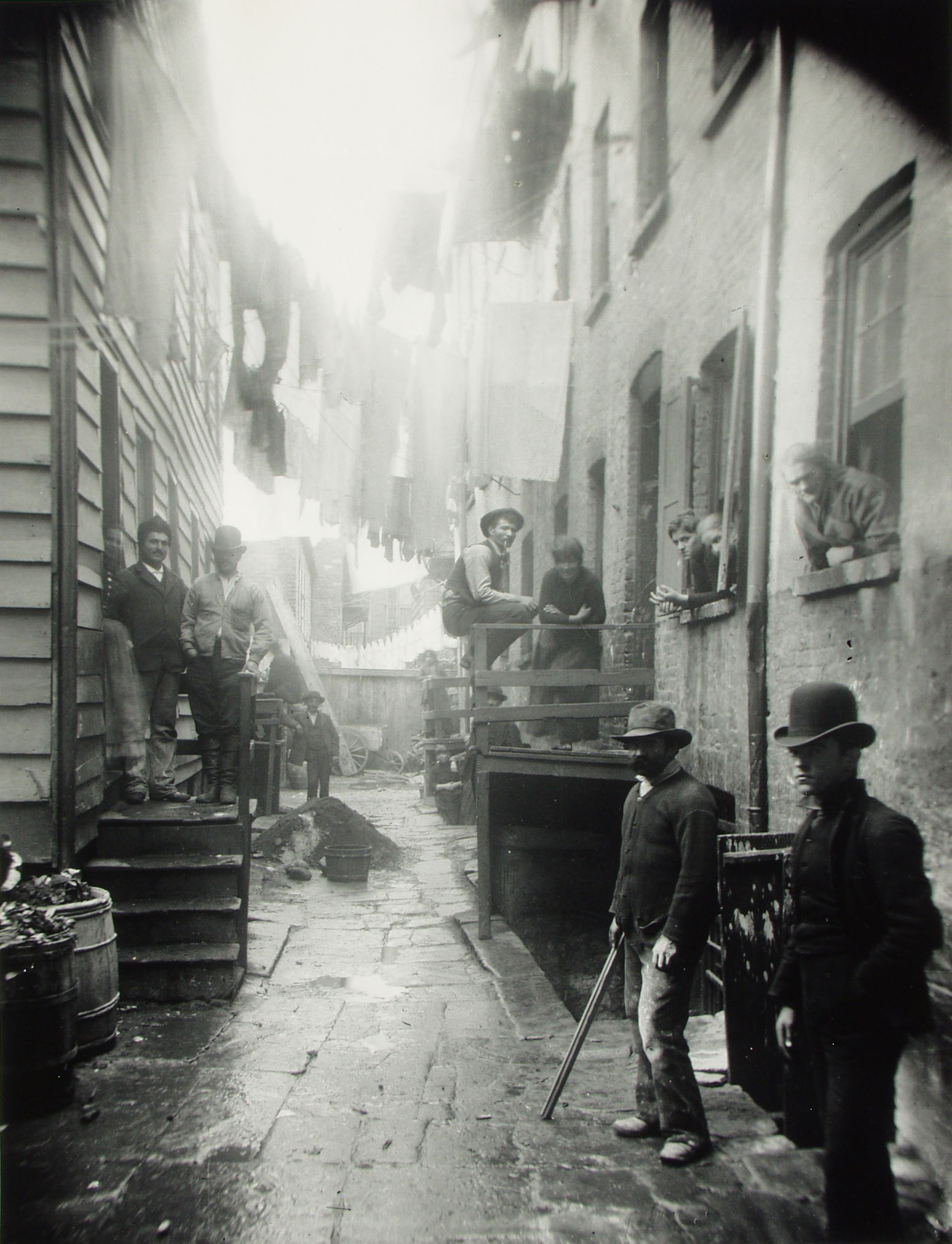
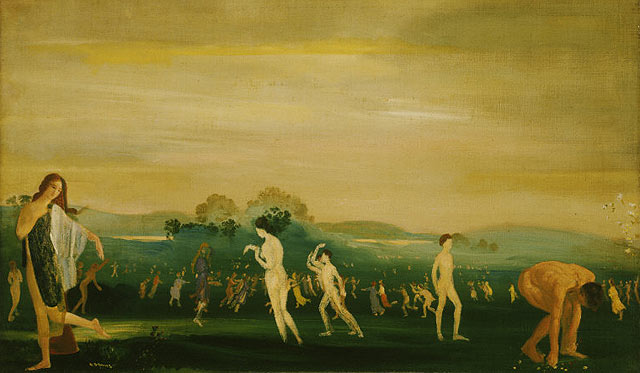
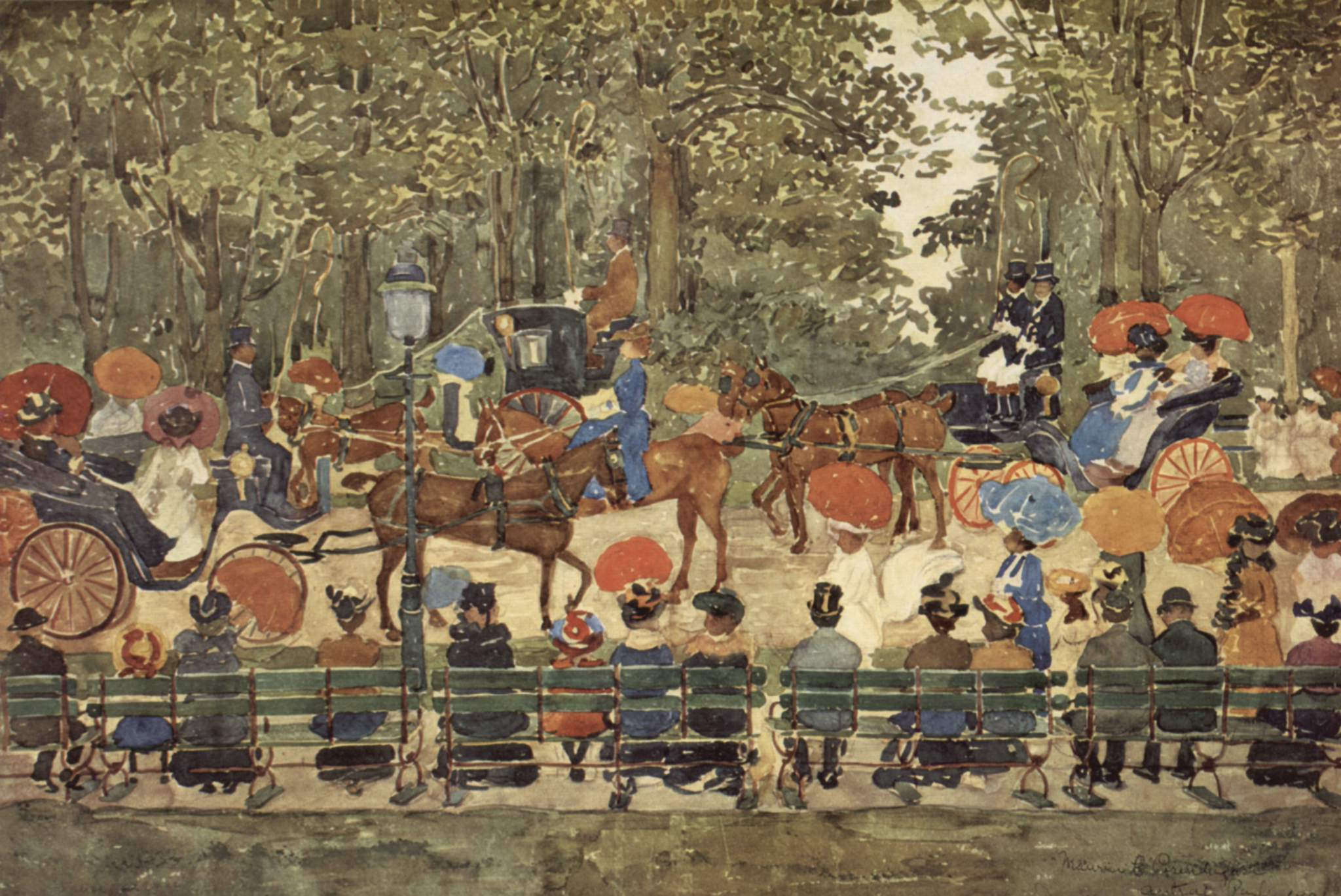